# Corendon-Circus/2018
Deze pagina geeft een overzicht van de Corendon-Circus-wielerploeg in 2018.

## Algemene gegevens
Sponsors: Corendon, Circus
Algemeen manager: Philip Roodhooft
Ploegleiders: Marc Dierickx, Christoph Roodhooft, Adrie van der Poel
Fietsmerk: Canyon
Kleding: Kalas
Kopman: Mathieu van der Poel

## Renners
| Naam                       | Geboortedatum | Nationaliteit       | Ploeg 2017                 | Opmerking |
| -------------------------- | ------------- | ------------------- | -------------------------- | --------- |
| Stijn Caluwe               | 29-01-1996    | België              |                            | Tot 25/02 |
| Jens Dekker                | 13-12-1998    | Nederland           |                            |           |
| Ceylin del Carmen Alvarado | 06-08-1998    | Nederland           | Kleur Op Maat-BNS technics |           |
| Tom Meeusen                | 07-11-1988    | België              |                            |           |
| Marcel Meisen              | 08-01-1989    | Duitsland           | Steylaerts-Betfirst        | Zomer     |
| Loris Rouiller             | 21-02-2000    | Zwitserland         | Neo                        |           |
| Adam Ťoupalík              | 09-05-1996    | Tsjechië            |                            | Tot 31/08 |
| Ben Turner                 | 28-05-1999    | Verenigd Koninkrijk |                            |           |
| Toon Vandebosch            | 19-06-1999    | België              |                            | Tot 31/08 |
| Niels Vandeputte           | 19-09-2000    | België              | Neo                        |           |
| David van der Poel         | 15-06-1992    | Nederland           |                            |           |
| Mathieu van der Poel       | 19-01-1995    | Nederland           |                            |           |
| Gianni Vermeersch          | 19-11-1992    | België              | Steylaerts-Betfirst        | Zomer     |

## Overwinningen op de weg
| Boucles de la Mayenne 1e etappe: Mathieu van der Poel Eindklassement: Mathieu van der Poel Ronde van Limburg Mathieu van der Poel Nederlands kampioenschap wielrennen op de weg Mathieu van der Poel Ronde van de Elzas 1e etappe: David van der Poel Arctic Race of Norway 1e etappe Mathieu van der Poel 3e etappe Adam Ťoupalík 4e etappe Mathieu van der Poel |

Mannen: 2009 · 2010 · 2011 · 2012 · 2013 · 2014 · 2015 · 2016 · 2017 · 2018 · 2019 · 2020 · 2021 · 2022 · 2023 · 2024 · 2025
Vrouwen: 2020 · 2021 · 2022 · 2023 · 2024 · 2025